# マルセラ・アクーニャ
マルセラ・アクーニャ（Marcela Acuña、1976年10月15日 - ）は、アルゼンチンのプロボクサー、元空手家。フォルモサ州フォルモーサ出身。元WBA・WBC・IBF・WBO女子世界スーパーバンタム級王者。元WBA女子世界フェザー級暫定王者。トレス・デ・フェブレロ市議会議員も勤める。リングで見せる攻撃的なファイトスタイルから「La Tigresa(女虎)」の異名を持つ。

## ファイトスタイル
バックボーンのひとつである空手を髣髴とさせる、ややアップライトに構えたファイティングポーズが特徴。強烈な左右のフック、右ストレートを主軸にしたインファイトを得意としている。

## 来歴
7歳でボクシングを始めるが、格闘技に専念するようになり12歳で黒帯を取得、14歳で南米チャンピオンなど多くのタイトルを手にする。
1995年、妊娠していることが判明する。父親は当時交際中だったトレーナーで、彼と結婚すると共に格闘技から引退。長男を出産した。産休後に現役復帰、ボクシングに専念しプロデビューに向けてトレーニングを再開した。

### プロデビュー
1997年12月5日、アメリカ合衆国・フロリダ州ポンパノビーチでクリス・マーティンと対戦し、10回0-3（2者が90-99、90-100）の判定負けを喫しデビュー戦を白星で飾れなかった。
1998年9月25日、コネチカット州レッドヤードのフォックスウッズ・リゾート・カジノでルシア・ライカとIBO女子世界スーパーライト級王座決定戦を行い、5回2分2秒KO負けを喫し王座獲得に失敗した。
2001年4月28日、母国初試合としてブエノスアイレスでジャミリア・ローレンスと対戦し、初勝利となる4回戦2-1（39.5-37.5、37-39、39-37.5）の判定勝ちを収めた。

### 国内王座獲得
2002年1月19日、ブエノスアイレスでパトリシア・アレハンドラ・キリコとアルゼンチンFABフェザー級初代王座決定戦を行い、初回1分14秒KO勝ちを収め王座獲得に成功した。
2002年3月1日、エントレ・リオス州パラナでマリア・デル・カルメン・モンティエルと対戦し、10回3-0（2者が99-87.5、99-88）の判定勝ちを収め初防衛に成功した。
2002年6月29日、サンタクルス州リオ・ガジェゴスでマリア・デル・カルメン・モンティエルとノンタイトル8回戦を行い、3-0の判定勝ちを収めた。
2002年11月15日、コルドバ州コルドバのスペル・ドモ・オルフェオでアリシア・アシュレーとWIBF世界スーパーバンタム級王座決定戦を行い、10回1-2（2者が94-96、97-95）の判定負けを喫し王座獲得に失敗した。
2003年2月20日、ブエノスアイレスでルーデス・ノエミ・ゴンザレスとアルゼンチンFABスーパーバンタム級初代王座決定戦を行い、2回TKO勝ちを収めFAB王座の2階級制覇を果たした。
2003年6月14日、ブエノスアイレス州ボリーバルでWIBF世界スーパーバンタム級王者アリシア・アシュレーと対戦し、10回0-3（92-98、92-97、94-97）の判定負けを喫し7ヵ月ぶりの再戦でリベンジに失敗した。

### 世界王座獲得
2003年12月6日、ブエノスアイレスのエスタディオ・ルナ・パルクでダマリス・ピノック・オルテガとWIBA世界ライトフェザー級王座決定戦を行い、6回1分42秒TKO勝ちを収め王座獲得に成功した。
2004年5月26日、ブエノスアイレスのエスタディオ・ルナ・パルクでデイジー・パディージャと対戦し、初回43秒TKO勝ちを収め初防衛に成功した。
2005年1月22日、フォルモーサ州フォルモーサでマリア・アンドレア・ミランダとWIBA世界フェザー級王座決定戦を行い、3回1分37秒TKO勝ちを収め2階級制覇を果たした。
2005年5月14日、ブエノスアイレス州カセロスでネリス・リンコンと対戦し、2回1秒、リンコンの棄権により初防衛に成功した。
2005年10月22日、クイーンズランド州ブロードビーチのゴールドコースト・コンベンション&エキシビジョン・センターでシャロン・アニオスとWBC女子世界フェザー級初代王座決定戦を行い、10回0-3（2者が94-96、93-97）の判定負けを喫し王座獲得に失敗した。
2006年8月12日、ブエノスアイレスでアナイス・セシリア・グティエレス・カリージョとWBA女子世界スーパーバンタム級初代王座決定戦を行い、10回3-0（3者が100-90）の判定勝ちを収め王座獲得に成功した。
2006年10月14日、ブエノスアイレスのエスタディオ・ルナ・パルクでパオラ・エステル・ヘレーラと対戦し、初回TKO勝ちを収め初防衛に成功した。
2006年12月14日、ブエノスアイレスでマリベル・サンタナと対戦し、2回40秒、サンタナの棄権により2度目の防衛に成功した。
2007年4月20日、メンドーサ州ゴドイ・クルスでヤズミン・リバスと対戦し、10回3-0（100-89、2者が99-90）の判定勝ちを収め3度目の防衛に成功した。
2008年7月3日、ブエノスアイレスのエスタディオ・ルナ・パルクでダニエル・ボウチャードと対戦し、3-0(2者が100-90、99-91）の判定勝ちを収め4度目の防衛に成功した。
2008年12月4日、ブエノスアイレスのエスタディオ・ルナ・パルクでアレハンドラ・オリベラスとWBA・WBC女子世界スーパーバンタム級王座統一戦を行い、10回3-0（95-94、97-93、98-91）の判定勝ちを収め王座統一に成功、WBA王座5度目の防衛、WBC王座獲得に成功した。
2009年4月30日、ブエノスアイレスのエスタディオ・ルナ・パルクで暫定王者のジャッキー・ナバと王座統一戦を行い、10回3-0（98-92、98-91、99-90）の判定勝ちを収めWBC王座の統一に成功した。（記録上は初防衛）

### 1度目の引退へ
ナバ戦後、トレス・デ・フェブレロ市議会議員選挙に出馬。
選挙には当選を果たしたため引退を表明。ただしこの時点で引退時期については明言を避けていた。
2009年8月20日、ブエノスアイレスのエスタディオ・ルナ・パルクでアリシア・アシュレーと対戦し、10回2-0（96-94、95-95、96-95）の判定勝ちを収めWBC王座2度目の防衛に成功した。
2010年4月10日、ブエノスアイレスでマリア・エレナ・ビラロボスと対戦し、10回3-0（2者が98-92、98-93）の判定勝ちを収めWBC王座3度目の防衛に成功した。
2010年8月20日、フォルモサ州フォルモーサでロシレッテ・ドス・サントスと対戦し、10回1分19秒TKO勝ちを収めWBC王座4度目の防衛に成功した。
2010年12月11日、シャンテル・マルティネスと対戦しWBC王座5度目を目指す予定だったがアクーニャが引退を表明した為、中止となった。
2010年12月、WBCから名誉王座に認定された。

### 現役復帰
2012年5月19日、ブエノスアイレス州ヘネラル・ビジェガスマリア・エレナ・ビラロボスとWBC女子世界スーパーバンタム級シルバー王座決定戦を行い、復帰戦での勝利となる10回3-0（96-91、99-89、98-90）の判定勝ちを収め王座獲得に成功した。
2012年8月17日、トゥクマン州サン・ミゲル・デ・トゥクマンでベティアナ・パトリシア・ビナスと対戦し、9回3-0(2者が86-85、87-84）の負傷判定勝ちを収め初防衛に成功した。
2012年12月21日、ブエノスアイレス州ラ・プラタでカロリーナ・デュアーと対戦し、復帰後初黒星となる10回0-3（93.5-97.5、96-96.5、94.5-98）の判定負けを喫した。
2013年1月25日、メンドーサ州サン・マルティンでWBA・WBO女子世界スーパーバンタム級王者ジェシカ・マルコスが対戦し、10回1-1（94-96、97-93、95-95）の判定で引き分けた為WBA王座獲得に失敗、WBO王座獲得にも失敗した。
2013年5月10日、ブエノスアイレス州タピアレスでエディス・マティセと対戦し、10回3-0（3者が99-91）の判定勝ちを収めた。
2013年7月13日、トゥクマン州サン・ミゲル・デ・トゥクマンでメリッサ・ヘルナンデスと対戦し、10回3-0（99-91、100-90、98-92）の判定勝ちを収めた。
2013年10月25日、サルト県サルトでハラナ・ドス・サントスとWBO女子世界スーパーバンタム級王座決定戦を行い、3-0の判定勝ちを収め王座獲得に成功した。
2014年3月28日、コルドバ州ヴィラ・マリアでエストレージャ・バルベルデと対戦し、6回TKO勝ちを収め初防衛に成功した。
2014年8月23日、ブエノスアイレス州ホセ・レオン・スアレスでエディス・マティセと1年3か月ぶりに再戦し、10回3-0（98-92、96-94、97-93）の判定勝ちを収め2度目の防衛に成功した。
2016年5月7日、ブエノスアイレスのエスタディオF.A.Bでマイラ・ゴメスとWBA女子世界フェザー級暫定王座決定戦を行い、10回3-0（100-90が2者、99-91）の判定勝ちを収めWBA王座の2階級制覇を果たした。
2016年9月9日、ブエノスアイレス州カセロスのCe.De.M. N° 2でブレンダ・カレン・カルバハルと対戦し、10回3-0（99-91、100-90.5、98-92）の判定勝ちを収め初防衛に成功した。
2016年12月16日、ブエノスアイレス州モレノでジェシカ・マルコスとIBF女子世界スーパーバンタム級王座決定戦を行い、10回KO勝ちを収め王座獲得に成功した。
2017年6月16日、ブエノスアイレス州カセロスでシャノン・オコネルと対戦し、10回判定勝ちを収め王座の初防衛に成功した。

## 戦績
- プロボクシング：66戦 53勝 (20KO) 10敗 3分

| 戦           | 日付          | 勝敗 | 時間    | 内容    | 対戦相手                                 | 国籍           | 備考                                  |
| ------------ | ------------- | ---- | ------- | ------- | ---------------------------------------- | -------------- | ------------------------------------- |
| 1            | 1997年12月5日 | ★    | 10R     | 判定0-3 | クリスティ・マーチン                     | アメリカ合衆国 | プロデビュー戦                        |
| 2            | 1998年9月25日 | ★    | 5R 2:02 | KO      | ルシア・ライカ                           | オランダ       | IBO女子世界スーパーライト級王座決定戦 |
| 3            | 2001年4月28日 | ☆    | 4R      | 判定2-1 | ハミリア・ローレンス                     | アメリカ合衆国 |                                       |
| 4            | 2001年6月2日  | ☆    | 6R      | 判定3-0 | ルス・マリアナ・サラビア                 | コロンビア     |                                       |
| 5            | 2001年6月30日 | ☆    | 2R 0:59 | TKO     | アンドレア・ベネシア・ペレイラ・マシエル | ウルグアイ     |                                       |
| テンプレート |               |      |         |         |                                          |                |                                       |

## 獲得タイトル
- アルゼンチンFAB女子フェザー級王座
- アルゼンチンFAB女子スーパーバンタム級王座
- WIBA世界スーパーバンタム級王座（防衛1=返上）
- WIBA世界フェザー級王座（防衛1=剥奪）
- WBA女子世界スーパーバンタム級王座（防衛5=剥奪）
- WBC女子世界スーパーバンタム級王座（防衛4=名誉王座認定）
- WBC女子スーパーバンタム級シルバー王座
- WBO女子世界スーパーバンタム級王座（防衛2=剥奪）
- WBA女子世界フェザー級暫定王座（防衛1=返上）
- IBF女子世界スーパーバンタム級王座（1期目:防衛1）
- IBF女子世界スーパーバンタム級王座（2期目:防衛2=剥奪）